# Service des Cadets du Canada
 (décembre 2021).
Améliorez-le ou discutez des points à vérifier. 
Le Service des Cadets du Canada (connu sous l'appellation Cadet Services of Canada)a été le précurseur du Cadre des Instructeurs de Cadets pour les officers CIC de l'élément armée. Le Service des Cadets du Canada a existé jusqu'à l'unification des Forces canadiennes le 1er février 1968. 
Le Service des Cadets du Canada était composé d'anciens officiers de réserve de l'Armée Royale Canadienne avant l'unification et conduisait l'entraînement des Cadets royaux de l'armée canadienne.
Le Cadre des Instructeurs de Cadets a remplacé le Service des Cadets du Canada.